# Золотая медаль имени К. Э. Циолковского
Золотая медаль имени К. Э. Циолковского «За выдающиеся работы в области межпланетных сообщений» учреждена Академией Наук СССР в 1954 году.
В 1956 г. были утверждены положение о медали, её описание и эскиз. Начало присуждения — с 1957 г. Медалью награждаются учёные за выполненные научные работы в области астронавтики.

## Награждённые медалью
1958 г.:
- первая медаль была вручена главному конструктору ракет и космических кораблей,
- вторая — главному конструктору ракетных двигателей,
- третья — главному конструктору системы управления ракетами.

В 1961—1965 гг. медали были вручены одиннадцати советским космонавтам.
1961 г.:
- Гагарин Ю. А. — за осуществление первого в мире космического полёта на корабле Восток-1.

1962 г.: — за осуществление первого в мире группового длительного полёта в космос на кораблях Восток-3 и Восток-4. 
- Николаев А. Н.,
- Попович П. Р.

1963 г.:
- Быковский, Валерий Фёдорович,
- Терешкова, Валентина Владимировна[7]

1964 г.: — за осуществление полёта в космосе на многоместном корабле Восход-1.
- Комаров В. М.,
- Феоктистов К. П.,
- Егоров Б. Б.

1968 г.:
- Береговой Г. Т. — за осуществление космического полёта на корабле Союз-3.

1972 г.:
- Келдыш, Мстислав Всеволодович[10]

1978 г.:
- Гречко Г. М.,
- Губарев А. А.,

(за успешное осуществление одномесячного полёта на долговременной орбитальной станции Салют-4 и транспортном корабле Союз-17)
- Климук П. И. — за успешное осуществление орбитального полёта на космическом корабле Союз-13, на долговременной орбитальной станции Салют-4, транспортном корабле Союз-18,
- Бушуев К. Д.

1981 г.:
- Рюмин, Валерий Викторович,
- Попов, Леонид Иванович,
- Ляхов, Владимир Афанасьевич[12]

1987 г.:
- Кизим, Леонид Денисович,
- Соловьёв, Владимир Алексеевич,
- Атьков, Олег Юрьевич,
- Джанибеков, Владимир Александрович,
- Савиных, Виктор Петрович,
- Семёнов, Юрий Павлович[13]